# Église Saint-Jean-Baptiste de Fuilla
Pour les articles homonymes, voir église Saint-Jean-Baptiste.
L'église Saint-Jean-Baptiste de Fuilla, mentionné pour la première fois en 1198, est une église ou chapelle romane située à Fuilla du Haut, dans le département français des Pyrénées-Orientales.

## Situation
La chapelle se situe dans la vallée de la Rotjà, au pied du massif du Canigou.

## Histoire
L'église est mentionnée pour la première fois en 1198.

## Architecture
Sa nef unique voûtée en berceau, avec une toiture en tuiles, se termine à l’est par une abside semi-circulaire dont le cul-de-four est couvert par un toit en lauzes. La façade occidentale est percée d’un oculus au-dessus de l’arc plein cintre de la porte d’entrée. La porte en bois est ornée de pentures en fer. En haut il y a un clocher mur à deux arcades.

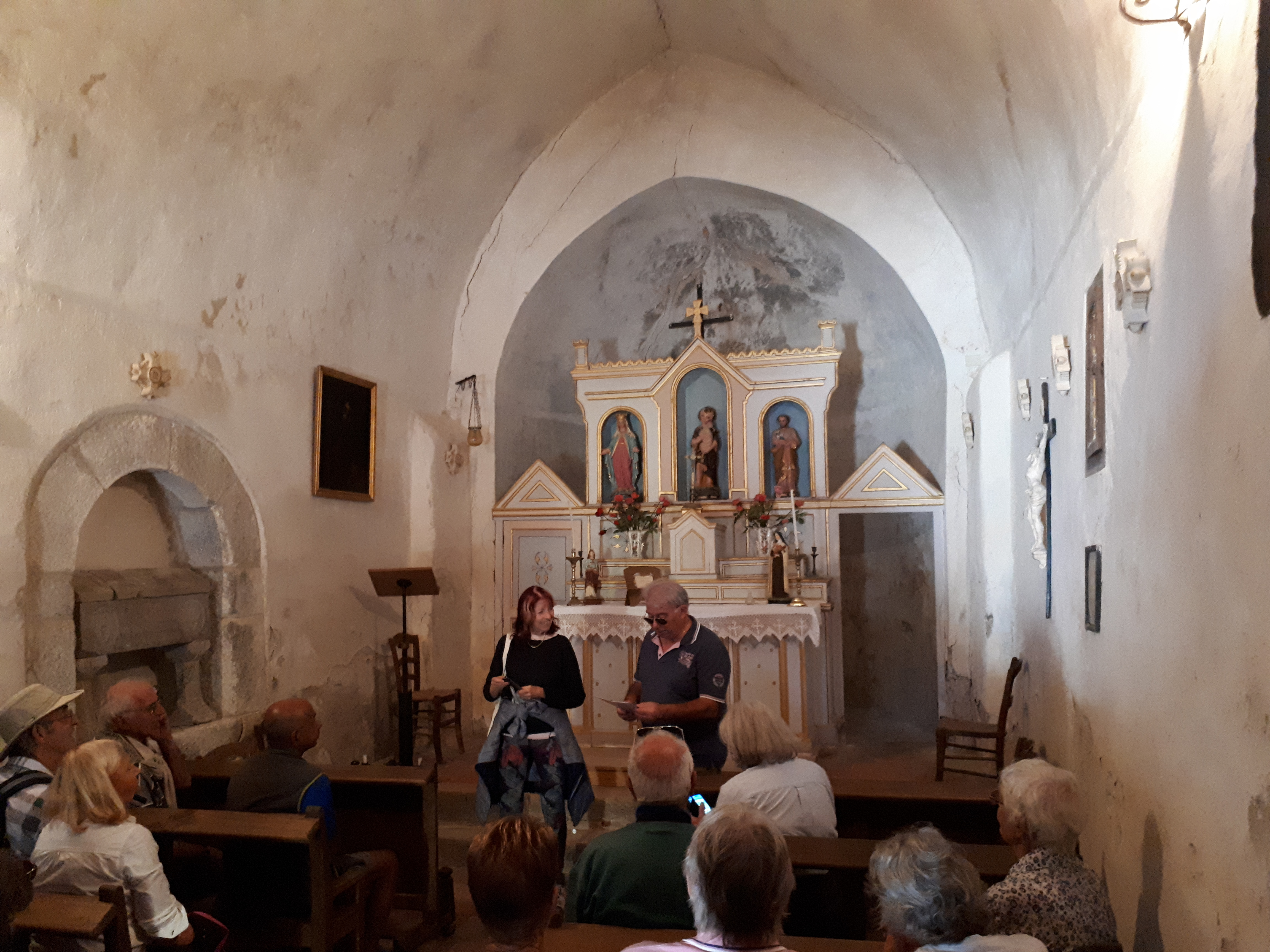
Présentation de l'intérieur de la chapelle, lors d'une visite guidée.
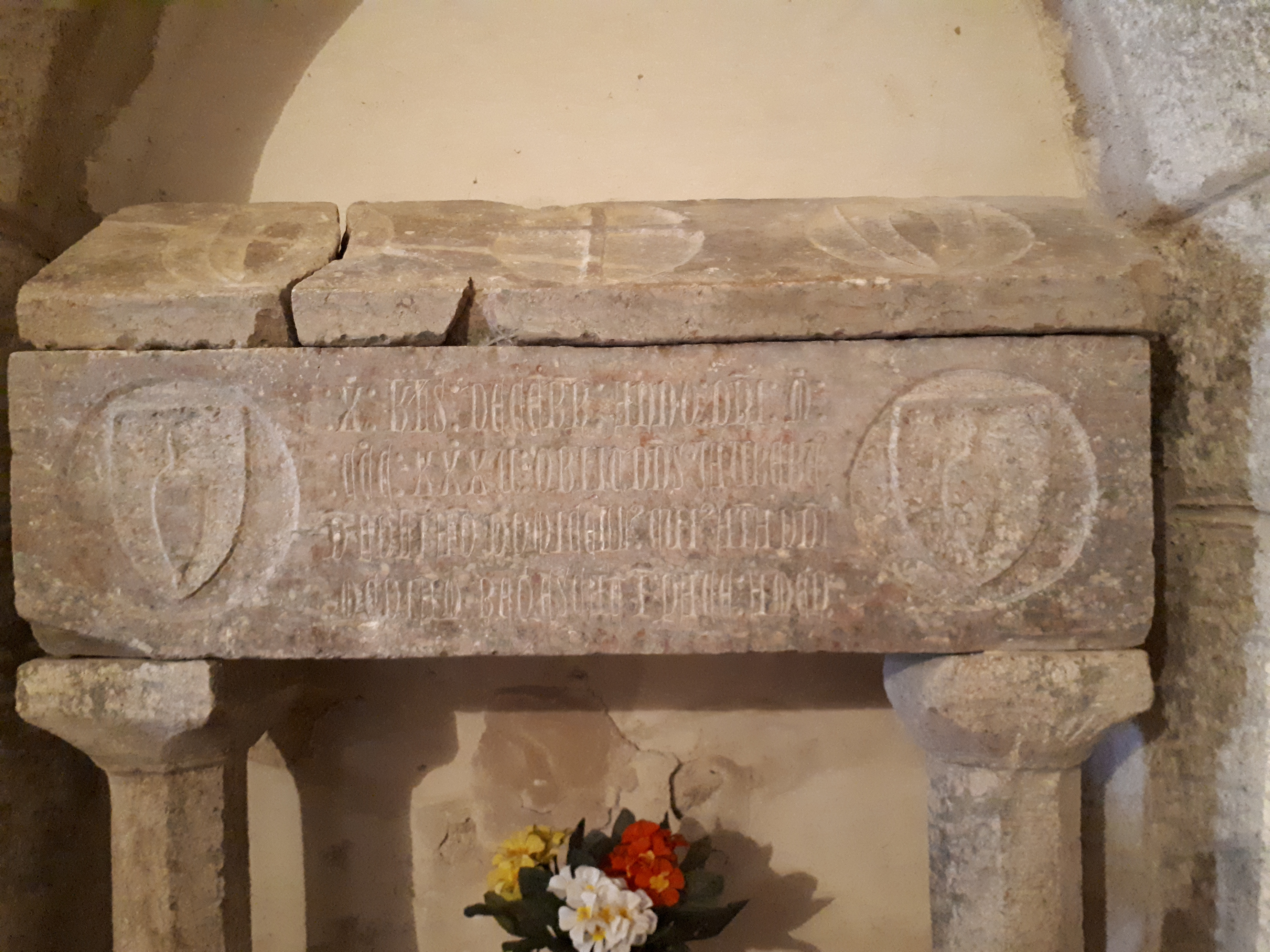
Sarcophage (XIVe siècle) dans la chapelle (monument historique)[2].
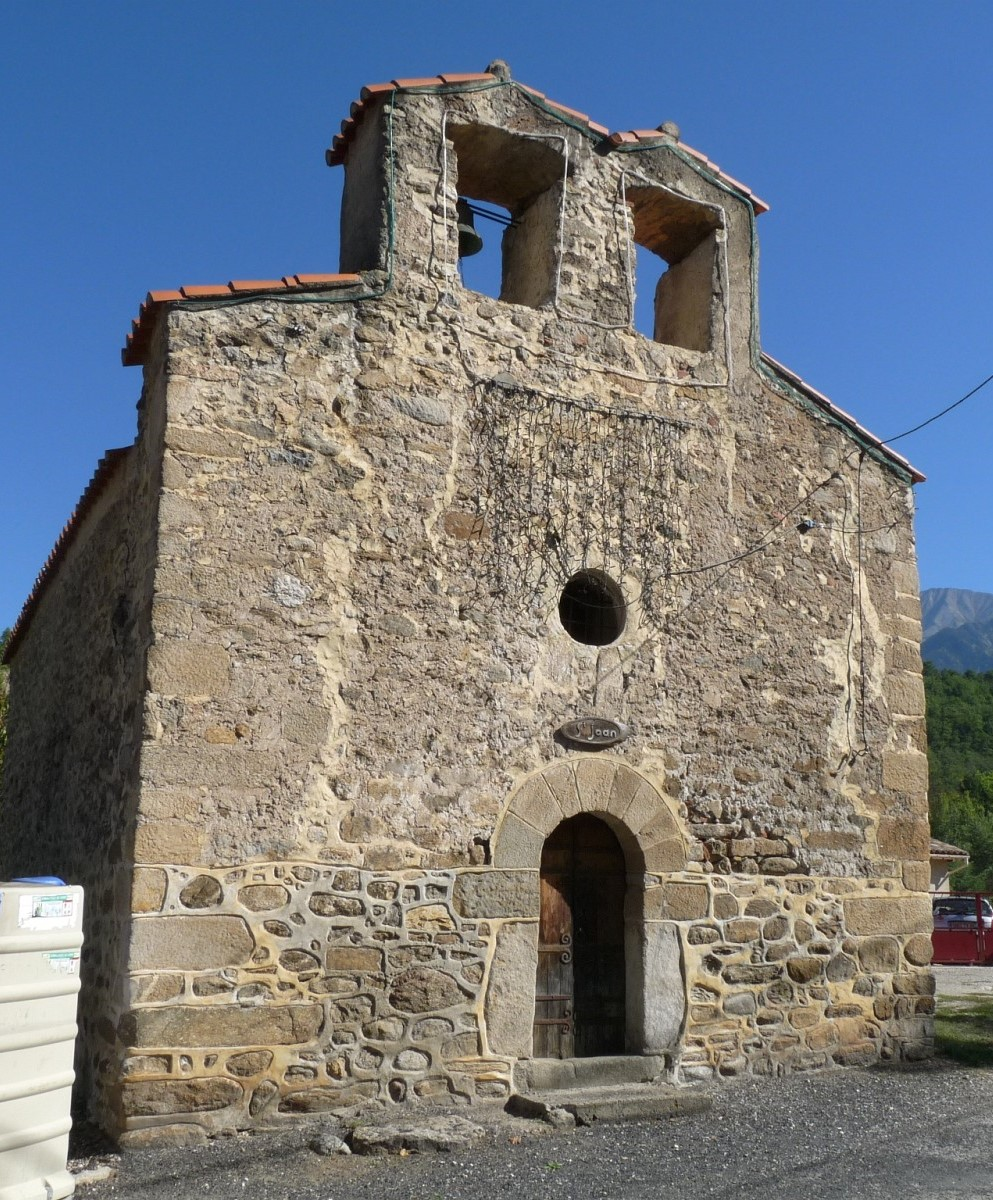
Façade occidentale de la chapelle.

## Mobilier
L'église abrite le sarcophage en marbre de Jaubert de Fuilla, du XIVe siècle, classé monument historique en 1903.